# Ron Hardy
Pour les personnes ayant le même patronyme, voir Hardy.
Ron Hardy (né le 8 mai 1958 et décédé le 2 mars 1992) est un disc jockey américain. Seul artiste à pouvoir disputer à Frankie Knuckles le statut de « parrain de la house music », il est célèbre pour avoir initié le courant acid house au Music Box, club légendaire de Chicago dont il fut la figure emblématique, y jouant un rôle similaire à celui dévolu à Frankie Knuckles au Warehouse puis au Power Plant. 

## Biographie
Ron commence sa carrière derrière les platines au club Den One à Chicago, puis part à Los Angeles, en Californie en 1977, avant de revenir vers 1982. À la fin 1982, Ron Hardy mixe au Warehouse de Robert Williams, jusqu'à ce qu'il rebaptise l'endroit en The Music Box.
Le célèbre DJ américain, considéré comme le novateur de la scène techno de Détroit, Derrick May, dans le documentaire Maestro, dit d'ailleurs de Ron Hardy que celui-ci était un personnage, si extraordinaire et singulier à la fois, que si vous vouliez étudier son expertise en matière de DJ mixes et comprendre sa technique, vous deviez venir le voir jouer en live. Car, d'après Ron, ses mixes edits, sa musique ne devaient jamais quitter le club[réf. nécessaire]. C'est pourquoi il ne reste que très peu de traces de son œuvre. Sa vision de la vie était telle, qu'il vouait son existence à la musique comme tout génie passionné par son domaine. 
Sa carrière s'écourte vers la fin de sa vie où il ne joue plus beaucoup, étant malade. Il décède le 2 mars 1992, atteint du SIDA. 